# 宋佩欣
宋佩欣（英語：Sophia Song，1998年3月3日—）為美國女子籃球運動員，場上位置為前鋒，現效力於台元女籃。宋佩欣出生、成長於美國洛杉磯，蒙特利公园人。宋佩欣8歲時加入籃球隊接受訓練，大學獲得全額獎學金效力加利福尼亞大學戴維斯分校，2020年取得心理學學位後前往英國就讀曼徹斯特都會大學，並效力於英國女子籃球聯賽曼徹斯特神秘人。2021年11月宋佩欣陪著奶奶來到臺灣，曾考慮就讀世新大學但因為超齡而破局，第17季WSBL開放華裔球員參賽，宋佩欣加盟台元女籃，成為WSBL首位華裔球員。2022年1月宋佩欣WSBL初登板，出賽4分13秒摘下1個籃板。
宋佩欣的雙親都是臺灣人，籃球是父親從臺中移居美國之後結交朋友的方法。男友為阿巴西。

## 外部連結
- 宋佩欣的Instagram帳戶
- 宋佩欣在Sports-Reference.com（NCAA）（英语）
- 宋佩欣在Eurobasket.com（球員）（英语）